# Wiesław Lange
Wiesław Lange (ur. 19 kwietnia 1914 w Warszawie, zm. 16 września 1988 w Katowicach) – polski scenograf teatralny, malarz, prekursor surrealizmu w scenografii polskiej.

## Życiorys
Ukończył w 1939 Wydział Malarski warszawskiej ASP u prof. Tadeusza Pruszkowskiego. Przed wybuchem II wojny światowej zadebiutował jako scenograf, w reżyserowanym przez Henryka Wicińskiego spektaklu Niemy kanarek.
Po wojnie pracował w teatrach w Lublinie i Łodzi. W latach 1946–1951 tworzył scenografie dla teatrów we Wrocławiu. W 1951 związał się na stałe z Teatrem Śląskim im. St. Wyspiańskiego w Katowicach, dla którego powstała prawie połowa jego projektów scenograficznych.
Współpracował również z innymi teatrami w południowej Polsce, również z Operą Śląską w Bytomiu. Był jednym z pierwszych scenografów Telewizji Katowice. Zaprojektował i częściowo wykonał mozaikę Trzej biegacze, znajdującą się na ścianie Stadionu Narodowego w Chorzowie. Projektował także scenografie dla przedstawień Pałacu Młodzieży w Katowicach. Tworzył dla Teatru Telewizji.
Fragmenty jego scenografii i kostiumów znajdują się w zbiorach Centrum Scenografii Polskiej Muzeum Śląskiego w Katowicach.

## Ordery i odznaczenia
- Krzyż Komandorski Orderu Odrodzenia Polski (1985)
- Krzyż Oficerski Orderu Odrodzenia Polski (1976)
- Krzyż Kawalerski Orderu Odrodzenia Polski (1975)
- Złoty Krzyż Zasługi
- Srebrny Krzyż Zasługi
- Medal 10-lecia Polski Ludowej (28 lutego 1955)[3]
- Złota Odznaka za Zasługi dla woj. katowickiego (1963)

Źródło:.

## Nagrody
- nagroda (wspólnie z J. Przeradzką i A. Jędrzejewskim) za scenografię do przedstawienia Moskiewski charakter na FSRiR w Katowicach (1949)
- III nagroda na Festiwalu Polskich Sztuk Współczesnych za scenografie do sztuk: Nasze życie Piórkowskiego w Teatrze Współczesnym w Szczecinie, Próba sił Lutowskiego w Teatrze Ziemi Opolskiej w Opolu, Dr Anna Leśna Krzywickiej w Teatrze Żydowskim w Łodzi (1951)
- wyróżnienie Podkomitetu Literatury i Sztuki Nagrody Państwowej za twórczość scenograficzną, a w szczególności za scenografię sztuk: A. Maliszewskiego Droga do Czarnolasu i N. Ostrowskiego Jak hartowała się stal (1955)[5]
- Nagroda Państwowa Ministra Kultury i Sztuki (1959)
- wyróżnienie na II OFSRiR w Katowicach za scenografię do przedstawienia Borys Godunow Aleksandra Puszkina w Teatrze Zagłębia w Sosnowcu (1962)
- wyróżnienie Ministra Kultury i Sztuki z okazji wystawy „Polskie dzieło plastyczne w 15-leciu PRL” (1963)
- nagroda na II Międzynarodowym Triennale Scenografii Teatralnej i Kostiumowej w Nowym Sadzie za całość zestawu kostiumów z Polski (wspólnie z Z. Wierchowicz, Z. Pietrusińską, S. Bąkowskim, A. Kilianem) (1969)
- Nagroda Stowarzyszeń Twórczych w Katowicach (1971)
- Nagroda Katowickiego Urzędu Wojewódzkiego w dziedzinie kultury za rok 1976 (1977)
- „Złota Maska” - nagroda w plebiscycie „Wieczoru Katowickiego” (1979)[6]
- „Złota Maska” - nagroda w plebiscycie „Wieczoru Katowickiego” za scenografię do przedstawienia Barbara Radziwiłłówna Felińskiego (1981)
- Nagroda Ministra Kultury i Sztuki I stopnia za całokształt osiągnięć w dziedzinie scenografii teatralnej i operowej (1985)

Źródło:.